# Petrelaea obscura
Petrelaea obscura är en fjärilsart som beskrevs av Grose-smith 1894. Petrelaea obscura ingår i släktet Petrelaea och familjen juvelvingar. Inga underarter finns listade i Catalogue of Life.